# Dolores Carrión
 María Dolores Carrión Martín (Cartagena, 24 de mayo de 1959) es una alta funcionaria de España, Delegada del Gobierno en la Comunidad de Madrid entre 2011 y 2012.

## Biografía
Licenciada en Ciencias Políticas, pertenece al Cuerpo Superior de Administradores Civiles del Estado desde 1986. Ha sido asesora del Ministro de Administraciones Públicas en Política Autonómica y Modernización de la Administración. Fue inspectora general de Servicios de la Administración del Estado, subsecretaria de Administraciones Públicas y subsecretaria de Cultura. Fue vocal del Consejo Rector de la Agencia de Evaluación de Políticas Públicas y de la Calidad de los Servicios, así como de su Comisión Científica y Técnica. Hasta su nombramiento como Delegada del Gobierno, era asesora en el Gabinete de la Presidencia del Gobierno.
Se le responsabilizó por las cargas policiales realizadas en Madrid en las manifestaciones del movimiento 15-M y otros acerca del prolaicismo del Estado, en agosto del 2011 durante la visita del papa Benedicto XVI a Madrid. Esas actuaciones tuvieron una fuerte repercusión en la prensa internacional sobre la visión del respeto a las creencia religiosas y los derechos humanos en España. De igual modo han tenido respuesta en la opinión de la prensa española ante la cruda narración por testimonio directo de algunos de los afectados,  difundidas al mundo.
En 2012 se reintegró al servicio activo como funcionaria de carrera en el Ministerio de Hacienda y Administraciones Públicas.